# オグネヴォイ級駆逐艦
オグネヴォイ級駆逐艦（-きゅうくちくかん、Ognevoy-class destroyer）は、ソ連海軍の駆逐艦の艦級。計画名は30型駆逐艦（Эскадренные миноносцы проекта 30）。
1938年から1940年にかけて少なくとも24隻の建造が発注されたものの、第二次世界大戦の終結前に竣工したのは1隻のみだった。戦後、更に10隻が小改正型の30-K型として竣工した。

## 概要
ソ連海軍は駆逐艦増産計画によってグネフヌイ級・ストロジェヴォイ級を量産したが、この駆逐艦には各種の欠陥があったため、これを改善した新型駆逐艦として、1937年に開発が開始されたのが本型である。グネフヌイ級からの改良点としては、艦首舷側の高さの延伸による耐波性・凌波性向上、船体強度強化、発電機の性能向上などである。
1939年より建造が開始されたが、まもなく第二次世界大戦が勃発したために建造は中断され、就役は戦後の1949年から開始された。後に本型には、対空・対水上捜索レーダー、射撃管制レーダー、ソナー系統、対空ミサイルなどが追加装備され、1960年代まで運用が続けられた。

## 同型艦
- オグネヴォイ
- ヴラースヌイ
- ヴヌシーテリヌイ
- ヴイノースリヴイ
- オブラスツォーヴイ
- オダリョーンヌイ
- オゾルノイ
- オスモトリーテリヌイ
- オトヴァージュヌイ
- オトリーチヌイ
- オホートニク